# Anuncio ciego
Un anuncio ciego es un aviso de empleo redactado de tal forma que no indica información alguna de la empresa que está ofertando el empleo.

## Fundamentación
Un anuncio ciego es publicado por diversas razones:
1. Para no inquietar a los trabajadores de la propia empresa, ante el temor de ser despedido.
2. Evitar el compadrazgo y el nepotismo dentro de ella.
3. Evitar entregar información a la competencia, señalando que se carece de algún cargo.